# 勅祭
勅祭（ちょくさい）とは、天皇の勅使（使者）が派遣されて執行される神社の祭祀のことである。特に近現代の用語で、勅使派遣が定例になっている神社を勅祭社という。多くは各神社の例祭となっている。また勅使は原則として宮中祭祀に当たる掌典をあてる。
三勅祭は、勅祭のうち、旧儀保存の目的で古式を参照した特殊な内容を持つものを特にという。三勅祭とは賀茂神社の賀茂祭（葵祭）、石清水八幡宮の石清水祭、春日大社の春日祭の3つである。これらは江戸時代以前の慣例による束帯を着た勅使が派遣され、随行の官人である弁官その他の「代」として、やはり古い故実に則った姿をした人々が奉仕する。これらの人々と神社の神職が儀式次第にしたがい執行するものである。ただし石清水祭は神仏習合色の強い石清水放生会を継承しつつ、神道色を強めているなど、さまざまな変更は行われている。また装束も新調が重ねられる過程で次第に故実に合わないものになりつつある。なお、これら三社の祭儀の際に、勅使が神前にて奏上する祭文の書かれる鳥の子紙について、賀茂神社には紅色、石清水八幡宮・春日大社には黄色のものが用いられる。これは、三勅祭に限らず、遷宮や臨時祭など特別の祭儀の際にも用いられる。